# Rally de La Nucía-Mediterráneo de 2017
El Rally de La Nucía-Mediterráneo de 2017 fue la 23.ª edición del rally y la novena ronda de la temporada 2017 del Campeonato de España de Rally. Se celebró entre el 3 y el 4 de noviembre y contó con un itinerario de siete tramos que sumaban un total de 159,83 km cronometrados.

## Itinerario
| Día   | Tramo | Nombre           | Distancia | Hora  | Ganador             | Tiempo  | Líder       |
| Día 1 |       |                  |           |       |                     |         |             |
| ----- | ----- | ---------------- | --------- | ----- | ------------------- | ------- | ----------- |
| Día 1 | TC1   | Sella-Relleu     | 14.42 km  | 08:05 | Joan Vinyes         | 9:34.7  | Joan Vinyes |
| Día 1 | TC2   | Relleu-Orxeta    | 21.11 km  | 08:37 | Iván Ares           | 12:02.7 | Joan Vinyes |
| Día 1 | TC3   | Sella-Relleu     | 14.42 km  | 11:18 | Iván Ares           | 9:15.8  | Iván Ares   |
| Día 1 | TC4   | Relleu-Orxeta    | 21.11 km  | 11:45 | Iván Ares           | 11:57.4 | Iván Ares   |
| Día 1 | TC5   | Confrides-Gorga  | 22.08 km  | 15:09 | Miguel Ángel Fuster | 14:01.3 | Iván Ares   |
| Día 1 | TC6   | Benilloba-Relleu | 31.38 km  | 16:22 | Iván Ares           | 18:44.1 | Iván Ares   |
| Día 1 | TC7   | Confrides-Relleu | 35.31 km  | 19:06 | Iván Ares           | 21:17.1 | Iván Ares   |

## Clasificación final
| Pos. | Piloto                 | Copiloto               | Automóvil          | Tiempo    | Diferencia |
| ---- | ---------------------- | ---------------------- | ------------------ | --------- | ---------- |
| 1.   | Iván Ares              | José Antonio Pintor    | Hyundai i20 R5     | 1:37:30.6 | 0.0        |
| 2.   | Miguel Ángel Fuster    | Ignacio Aviñó          | Renault Clio N5    | 1:38:15.1 | +44.5      |
| 3.   | Gorka Antxustegui      | Alberto Iglesias       | Suzuki Swift R+    | 1:38:35.9 | +1:05.3    |
| 4.   | José Luis Peláez       | Rodolfo Del Barrio     | Ford Fiesta R5     | 1:39:27.1 | +1:56.5    |
| 5.   | Alberto Monarri        | Rodrigo Sanjuan        | Renault Clio N5    | 1:40:47.8 | +3:17.2    |
| 6.   | Santiago Carnicer      | Carlos Chamorro        | Ford Fiesta R5     | 1:41:58.9 | +4:28.3    |
| 7.   | Javier Pardo Siota     | Adrián Pérez Fernández | Peugeot 208 R2     | 1:42:11.3 | +4:40.7    |
| 8.   | Cristóbal García Ramos | David Vázquez Liste    | Ford Fiesta R5     | 1:42:27.2 | +4:56.6    |
| 9.   | Joan Vinyes            | Jordi Mercader         | Suzuki Swift R+    | 1:43:30.7 | +6:00.1    |
| 10.  | Adrían Díaz Pérez      | Andrea Lamas           | Suzuki Swift S1600 | 1:43:57.3 | +6:26.7    |